# فرودگاه صحرایی اپلی
فرودگاه صحرایی اپلی (به انگلیسی: Eppley Airfield) یک فرودگاه همگانی مسافربری (۲۰۱۰) با کد یاتا OMA است که یک باند فرود آسفالت و بتن دارد و طول باند آن ۲۸۹۶ متر است. این فرودگاه در شهر اوماها کشور ایالات متحده آمریکا قرار دارد و در ارتفاع ۳۰۰ متری از سطح دریا واقع شده است.

## شرکت‌های هواپیمایی و مقصدهای پروازی

### مسافری
| شرکت‌های هواپیمایی                    | مقصدهای پروازی | Refs        |
| ------------------------------------ | --- | ----------- |
| آلاسکا ایرلاینز                      | سیاتل-تاکوما | [ ۱ ]       |
| آلاسکا ایرلاینز اجرا توسط هوریزن ایر | پورتلند (آغاز از ۱۵ فوریه ۲۰۱۸) |             |
| آلاسکا ایرلاینز اجرا توسط اسکای‌وست   | پورتلند، سن دیه‌گو (آغاز از ۲۸ اوت ۲۰۱۷) | [ ۱ ]       |
| الیجنت ایر                           | مک‌کاران (آغاز از ۱۷ نوامبر ۲۰۱۷), اورلندو سنفورد، سن پترزبورگ-کلیرواتر فصلی: اوکلند، فینکس-مسا (آغاز از ۴ اکتبر ۲۰۱۷)                                                     | [ ۱ ] [ ۳ ] |
| امریکن ایرلاینز                      | دالاس-فورت ورث، فینکس اسکای هاربر | [ ۴ ]       |
| امریکن ایگل                          | شارلوت داگلاس، اوهر شیکاگو، دالاس-فورت ورث، لس‌آنجلس، میامی | [ ۴ ]       |
| دلتا ایرلاینز                        | هارتسفیلد-جکسون آتلانتا، مینیاپولیس−سنت پل فصلی: متروپولیتن شهرستان وین دیترویت، سالت‌لیک‌سیتی                                                                              | [ ۶ ]       |
| دلتا کانکشن                          | هارتسفیلد-جکسون آتلانتا، متروپولیتن شهرستان وین دیترویت، مینیاپولیس−سنت پل، لاگواردیا، سالت‌لیک‌سیتی، ملی رونالد ریگان واشینگتن                                             | [ ۶ ]       |
| فرانتیر ایرلاینز                     | دنور فصلی: اورلاندو | [ ۷ ]       |
| ساوت‌وست ایرلاینز                     | میدوی شیکاگو، دالاس لاو، دنور، ویلیام پی. هابی، مک‌کاران، فینکس اسکای هاربر، لامبرت-ست لوی، ملی رونالد ریگان واشینگتن فصلی: لس‌آنجلس، اورلاندو، تمپا (آغاز از ۱۰ مارس ۲۰۱۸) | [ ۹ ]       |
| یونایتد ایرلاینز                     | اوهر شیکاگو، دنور فصلی: جرج بوش | [ ۱۰ ]      |
| یونایتد اکسپرس                       | اوهر شیکاگو، دنور، جرج بوش، لیبرتی نیوآرک، سانفرانسیسکو | [ ۱۰ ]      |

### باری
| شرکت‌های هواپیمایی                            | مقصدهای پروازی                                                      |
| -------------------------------------------- | ------------------------------------------------------------------- |
| Ameriflight                                  | Beatrice، منطقه‌ای سنترال نبرسکا، شهری کیرنی، نورفک منطقه‌ای          |
| AirNet Express                               | دی موین، آیووا                                                      |
| دی‌اچ‌ال اوییشن اجرا توسط Suburban Air Freight | سینسیناتی/کنتاکی شمالی                                              |
| فدکس اکسپرس اجرا توسط بارون اوییشن سرویسز    | منطقه‌ای سنترال نبرسکا، شهری کیرنی، محلی نورث پلت                    |
| فدکس اکسپرس                                  | ایندیاناپلیس، ممفیس                                                 |
| یوپی‌اس ایرلاینز                              | بیلینگز لوگان، لوئیویل، رنو تاهوئه، وینیپگ جیمز آرمسترانگ ریچاردسون |